# Malleret
Malleret là một xã thuộc tỉnh Creuse trong vùng Nouvelle-Aquitaine miền trung nước Pháp. Xã này nằm ở khu vực có độ cao trung bình 716 mét trên mực nước biển.

## Địa lý
Thị trân có cự ly khoảng 15 dặm (24 km) về phía đông nam Aubusson, tại giao lộ các tuyến đường D29 và D18. 

## Dân số
| 1962                                                        | 1968 | 1975 | 1982 | 1990 | 1999 | 2006 |
| ----------------------------------------------------------- | ---- | ---- | ---- | ---- | ---- | ---- |
| 78                                                          | 89   | 75   | 61   | 44   | 46   | 41   |
| Số liệu điều tra dân số từ năm 1962 Dân số chỉ tính một lần |      |      |      |      |      |      |

## Địa điểm nổi bật
- Nhà thờ St.John, từ thế kỷ 13.
- Lâu đài tại Segourzat.
- Thập tự bằng đá thế kỷ 16.
- Phế tích lâu đài tại Galmaud.